# Oberleitungsbus Hoyerswerda
| |          |                                  |                                  |
| Streckenlänge: | 10,83 km |                                  |                                  |
| |          |                                  |                                  |
| \| \| \| Wohngebiet Seidewinkel \| \| \| \| \| Käthe-Kollwitz-Straße \| \| \| \| \| Fritz-Kube-Heim \| \| \| \| \| Lehrlingswohnheim GSP \| \| \| \| \| Kühnichter Heide \| \| \| \| \| Waldfriedhof \| \| \| \| \| Kühnicht Forsthaus \| \| \| \| \| Klinikum \| \| \| \| \| Haus der Institutionen \| \| \| \| \| Käthe-Niederkirchner-Straße \| \| \| \| \| \| \| \| \| \| Gaststätte Treff 8 \| \| \| \| \| Gästehaus \| \| \| \| \| Am Ehrenhain \| \| \| \| \| Albert-Einstein-Straße \| \| \| \| \| \| \| \| \| \| Warenhaus Centrum \| \| \| \| \| Gaststätte Melodie \| \| \| \| \| Rosarium \| \| \| \| \| Haltepunkt Neustadt \| \| \| \| \| Ziolkowskistraße \| \| \| \| \| Betonwerk \| \| \| \| \| Robotron \| \| \| \| \| Gerüstbau \| \| \| \| \| Kraftverkehr \| \| \| \| \| \| \| \| \| \| jemals planmäßig befahrenes Netz \| \| \| \| \| nie planmäßig befahrenes Netz \| \| \| \| \| \| \| \| Name der Haltestellen jeweils zum Zeitpunkt der Elektrifizierung \| \| \| \| |          |                                  |                                  |
| U-Bahn-Kopfbahnhof Streckenanfang |          | Wohngebiet Seidewinkel           | Wohngebiet Seidewinkel           |
| U-Bahn-Haltepunkt / Haltestelle |          | Käthe-Kollwitz-Straße            | Käthe-Kollwitz-Straße            |
| U-Bahn-Haltepunkt / Haltestelle |          | Fritz-Kube-Heim                  | Fritz-Kube-Heim                  |
| U-Bahn-Haltepunkt / Haltestelle |          | Lehrlingswohnheim GSP            | Lehrlingswohnheim GSP            |
| U-Bahn-Haltepunkt / Haltestelle |          | Kühnichter Heide                 | Kühnichter Heide                 |
| U-Bahn-Strecke · U-Bahn-Kopfbahnhof Streckenanfang (Strecke außer Betrieb) |          | Waldfriedhof                     | Waldfriedhof                     |
| U-Bahn-Strecke · U-Bahn-Haltepunkt / Haltestelle (Strecke außer Betrieb) |          | Kühnicht Forsthaus               | Kühnicht Forsthaus               |
| U-Bahn-Strecke · U-Bahn-Haltepunkt / Haltestelle (Strecke außer Betrieb) |          | Klinikum                         | Klinikum                         |
| U-Bahn-Strecke · U-Bahn-Haltepunkt / Haltestelle (Strecke außer Betrieb) |          | Haus der Institutionen           | Haus der Institutionen           |
| U-Bahn-Strecke · U-Bahn-Haltepunkt / Haltestelle (Strecke außer Betrieb) |          | Käthe-Niederkirchner-Straße      | Käthe-Niederkirchner-Straße      |
| U-Bahn-Strecke nach links · U-Bahn-Abzweig ehemals geradeaus und von rechts |          |                                  |                                  |
| U-Bahn-Haltepunkt / Haltestelle |          | Gaststätte Treff 8               | Gaststätte Treff 8               |
| U-Bahn-Haltepunkt / Haltestelle |          | Gästehaus                        | Gästehaus                        |
| U-Bahn-Kopfbahnhof Streckenanfang · U-Bahn-Strecke |          | Am Ehrenhain                     | Am Ehrenhain                     |
| U-Bahn-Haltepunkt / Haltestelle · U-Bahn-Strecke |          | Albert-Einstein-Straße           | Albert-Einstein-Straße           |
| U-Bahn-Strecke nach links · U-Bahn-Abzweig geradeaus, nach rechts und von rechts |          |                                  |                                  |
| U-Bahn-Haltepunkt / Haltestelle |          | Warenhaus Centrum                | Warenhaus Centrum                |
| U-Bahn-Haltepunkt / Haltestelle |          | Gaststätte Melodie               | Gaststätte Melodie               |
| U-Bahn-Haltepunkt / Haltestelle |          | Rosarium                         | Rosarium                         |
| U-Bahn-Kopfbahnhof Streckenanfang und quer (Strecke außer Betrieb) · U-Bahn-Abzweig geradeaus, ehemals nach rechts und ehemals von rechts |          | Haltepunkt Neustadt              | Haltepunkt Neustadt              |
| U-Bahn-Haltepunkt / Haltestelle |          | Ziolkowskistraße                 | Ziolkowskistraße                 |
| U-Bahn-Haltepunkt / Haltestelle |          | Betonwerk                        | Betonwerk                        |
| U-Bahn-Haltepunkt / Haltestelle |          | Robotron                         | Robotron                         |
| U-Bahn-Haltepunkt / Haltestelle |          | Gerüstbau                        | Gerüstbau                        |
| U-Bahn-Kopfbahnhof Streckenende |          | Kraftverkehr                     | Kraftverkehr                     |
| |          |                                  |                                  |
| U-Bahn-Strecke |          | jemals planmäßig befahrenes Netz | jemals planmäßig befahrenes Netz |
| U-Bahn-Strecke (außer Betrieb) |          | nie planmäßig befahrenes Netz    | nie planmäßig befahrenes Netz    |
| |          |                                  |                                  |
| Name der Haltestellen jeweils zum Zeitpunkt der Elektrifizierung |          |                                  |                                  |

Der Oberleitungsbus Hoyerswerda ist ein ehemaliger Oberleitungsbus-Betrieb in der sächsischen Stadt Hoyerswerda. Die Anlage bestand von 1989 bis 1994, sie war der bislang letzte neu angelegte Obus-Betrieb in Deutschland. Neben Greiz, Königstein und Ludwigsburg gehört Hoyerswerda ferner zu den wenigen deutschen Städten, in denen zwar ein Obus, aber nie eine Straßenbahn fuhr.
Betreibergesellschaft war ursprünglich der damalige VEB Kraftverkehr Schwarze Pumpe, dieser war wiederum im VE Verkehrskombinat Cottbus integriert. Nach der Wende ging die Zuständigkeit für den Hoyerswerdaer Obus auf die daraus entstandene Kraftverkehr Schwarze Pumpe GmbH über. Aus dieser entstand schließlich 1992 die Verkehrsgesellschaft Spree-Elster (VSE), später als Verkehrsgesellschaft Schwarze Elster firmierend, seit 2013 als Verkehrsgesellschaft Hoyerswerda (VGH).

## Vorgeschichte
In den 1980er Jahren musste die Deutsche Demokratische Republik teures Import-Erdöl einsparen und stattdessen die Verwendung heimischer Braunkohle fördern. Außer in den Städten Neubrandenburg, Stendal, Stralsund, Suhl und Wismar wurde deshalb auch in Hoyerswerda die Einführung eines Obus-Systems beschlossen. Letztlich war das hier behandelte Netz das einzige, das tatsächlich in Betrieb ging. Beim Oberleitungsbus Suhl wurden die Bauarbeiten hingegen kurz vor der Fertigstellung abgebrochen, die anderen vier Betriebe kamen über das Planungsstadium nicht hinaus.

## Geschichte
Die Interessengemeinschaft Territoriale Rationalisierung, der 25 Betriebe und der Rat der Stadt Hoyerswerda angehörten, führte die Baumaßnahmen aus. Die Eröffnungsfeier des Hoyerswerdaer Oberleitungsbusses fand am 6. Oktober 1989 statt, dem Vortag zum 40. Jahrestag der DDR. Die Obuslinie eröffnete der Generaldirektor des Gaskombinats „Fritz Selbmann“ Dr. Herbert Richter, Leiter der Interessengemeinschaft, der Stellvertreter des Vorsitzenden des Rates des Bezirkes Cottbus Rainer Bonkaß sowie der Vorsitzende des Rates des Kreises Hoyerswerda Heinz Auerswald.
Der planmäßige Betrieb wurde schließlich am 8. Oktober 1989 aufgenommen. Elektrisch betrieben wurde zunächst nur ein Teil der damaligen Linie A (die spätere Linie 11), sie verband den Bahnhof mit den Verkehrsbetrieben. Die Linie A wurde nur zwischen den Verkehrsbetrieben und Am Ehrenhain – diese Haltestelle wird heute nur noch im Schülerverkehr mit Regionalbussen, nicht aber vom Stadtbus bedient – als Obuslinie betrieben. Der Restabschnitt zum Bahnhof blieb hingegen eine Dieselbuslinie. Der direkte Anschluss zwischen den beiden Teilen der Linie A wurde sichergestellt.
1990 wurde auch die damalige Linie D (die spätere Linie 14) auf elektrischen Betrieb umgestellt, sie verband das Wohngebiet Seidewinkel mit den Verkehrsbetrieben. Die Linie C (Bahnhof–Industriegelände) hätte an der Haltestelle Am Ehrenhain ebenso wie die Linie A aufgeteilt werden können, dies wurde aber nie vollzogen.
Kurz vor der Deutschen Einheit begann die Abkehr vom Verkehrsmittel O-Bus. Am 6. September 1990 beschloss die Hoyerswerdaer Stadtverordnetenversammlung, die Planungen zur Elektrifizierung der Strecke durch die Altstadt zum Bahnhof abzubrechen. Im Frühjahr 1991 fiel schließlich die Entscheidung, auch den weiteren Ausbau des Streckennetzes in der Neustadt nicht weiter zu verfolgen. Als problematisch für den O-Bus erwiesen sich die sinkenden Einwohner- und Fahrgastzahlen der Nachwendejahre, sie machten den aufwändigen Betrieb mit O-Bussen in einer vergleichsweise kleinen Stadt wie Hoyerswerda zunehmend unrentabel.
Mitte 1992 wurde noch der Streckenabschnitt der Omnibuslinie B zum Waldfriedhof im Ortsteil Kühnicht elektrifiziert, gleichzeitig ging am Haltepunkt Hoyerswerda Neustadt eine zusätzliche Zwischenwendeschleife in Betrieb. Beide wurden jedoch nie planmäßig elektrisch befahren. Damit erreichte der Betrieb seine maximale Streckenlänge von 10,83 Kilometern, die Gesamtlänge der Fahrleitung betrug 20,58 Kilometer. Insgesamt wurden 526 Betonmaste, 56 Stahl-Sechskantmaste und 59 Stahlgittermaste verbaut.
Bereits 1993 wurde aus den oben genannten Gründen die Linie 11 vollständig auf konventionelle Dieselbusse umgestellt, damit entfiel auch der Umsteigezwang. Am 26. April 1994 beschloss die Stadtverordnetenversammlung schließlich, auch den verbliebenen Obus-Betrieb auf der Linie 14 zum 31. Dezember 1994 komplett einzustellen.
Letzter Obus-Betriebstag auf der Linie 14 war der 30. Dezember 1994. Teile der Fahrleitungsanlage wurden nach der Einstellung an die Barnimer Busgesellschaft verkauft. Dort wurden sie beim bis heute bestehenden Oberleitungsbus Eberswalde verwendet. An der ehemaligen End- beziehungsweise Umsteigestelle Am Ehrenhain erinnert ferner ein Relief „Hoyerswerda – Obus 1989“ bis heute an den Obus. Es wurde dort anlässlich der Eröffnung aufgestellt. In Kühnicht blieb ein Unterwerk erhalten.

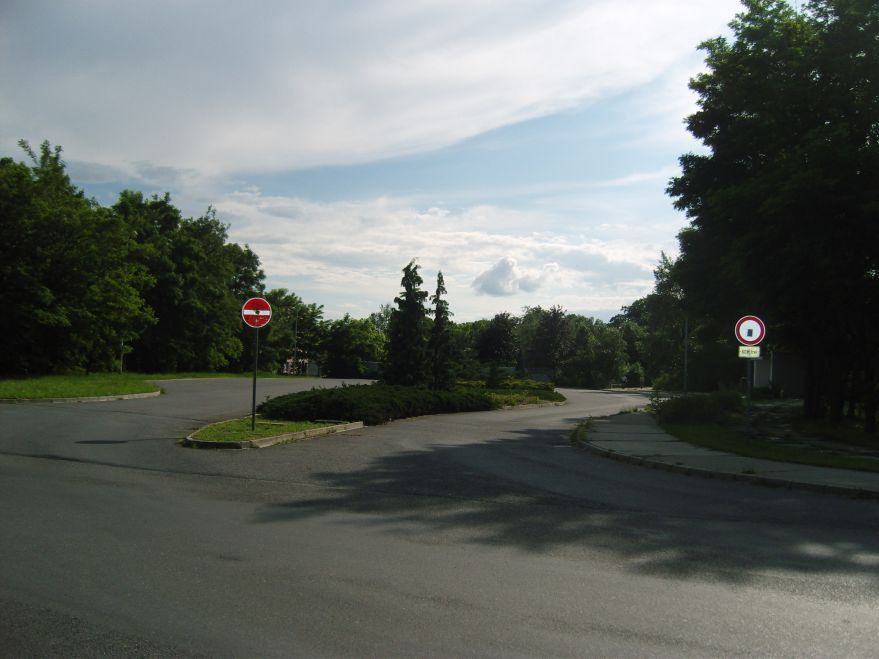
Die ehemalige End- bzw. Umsteigestelle Am Ehrenhain (2009)
Relief „HOYERSWERDA – OBUS 1989“, in der Mitte das Stadtwappen (2009)

## Fahrzeuge

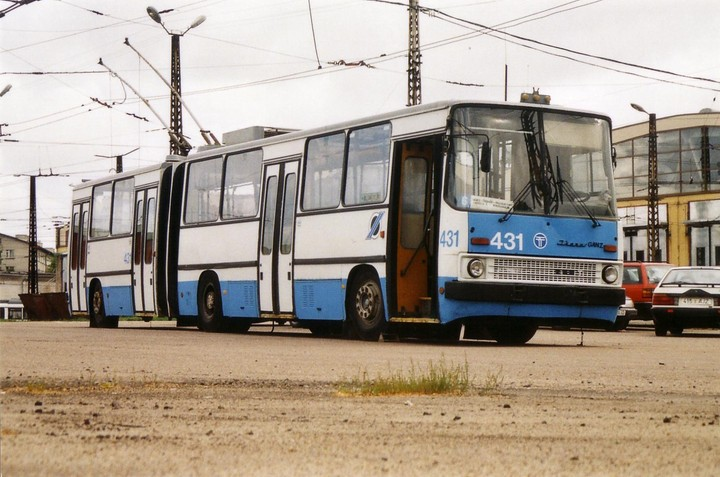
Die Wagen 720 (jetzt 431) …

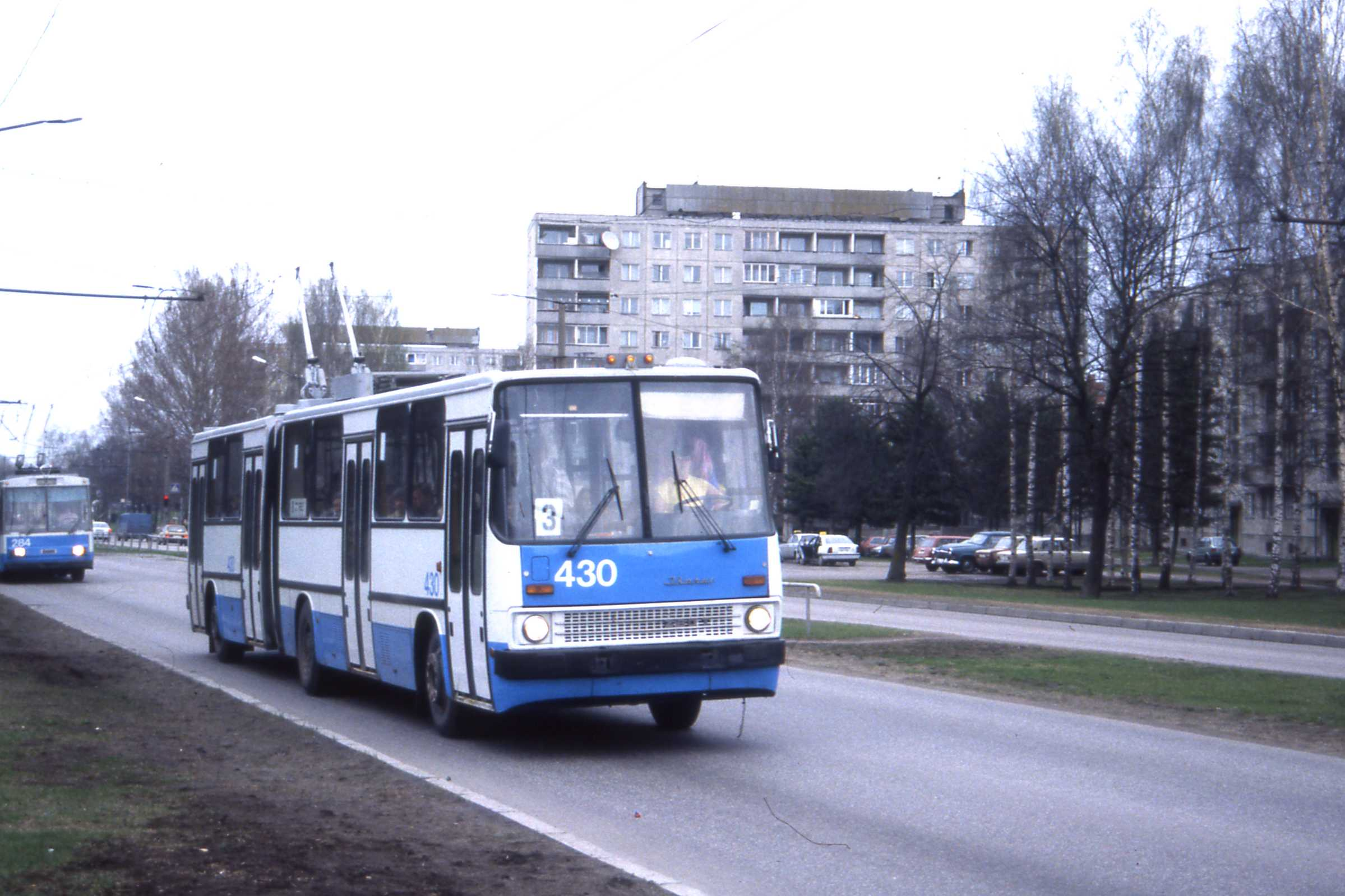
und 722 (jetzt 430) verkehrten später in Tallinn

In Hoyerswerda kamen ausschließlich Gelenk-Obusse des ungarischen Herstellers Ikarus zum Einsatz. Ihre Typenbezeichnung lautete 280.93, insgesamt waren zwölf Wagen vorhanden. Fünf davon, sie hatten die Betriebsnummern 570 bis 574 beziehungsweise später 711 bis 715, standen bereits zur Betriebseröffnung zur Verfügung. Sieben weitere Wagen mit den Betriebsnummern 575 bis 581 beziehungsweise später 716 bis 722 wurden anlässlich der Umstellung der Linie D auf elektrischen Betrieb nachbeschafft, ihre Auslieferung war im Mai 1990 abgeschlossen.
Sechs dieser Fahrzeuge wurden bereits am 13. Oktober 1993 abgemeldet, nachdem die Linie 11 nicht mehr elektrisch betrieben wurde. Sie wurden schließlich im Laufe des Jahres 1994 an den Oberleitungsbus Tallinn abgegeben, dort schieden sie 2003 aus dem Bestand. Die restlichen sechs Wagen gingen nach der endgültigen Betriebseinstellung über zwei Zwischenhändler in die russische Stadt Tscheljabinsk, wo sie noch bis 2009 im Einsatz waren.